# Reserva Nacional San Fernando
Die Reserva Nacional San Fernando ist ein  etwa 1550 km² großes nationales Schutzgebiet in Südwest-Peru in der Region Ica. Es dient insbesondere der Erhaltung einer ariden, wüstenhaften Küstenlandschaft und damit einem Ökosystem bedrohter Pflanzen- und Tierarten.  Dieses in der IUCN-Kategorie VI  geführte Schutzgebiet wurde am 21. Juli 2009 eingerichtet.  Sein Management dient der nachhaltigen Nutzung natürlicher Ökosysteme und Lebensräume. Verwaltet wird es von der staatlichen Naturschutz-Agentur Servicio Nacional de Areas Naturales Protegidas por el Estado (SERNANP). 

## Lage
Das Schutzgebiet liegt in der Küstenwüste von Süd-Peru in den Distrikten Changuillo, Nasca und Marcona in der Provinz Nasca. Es befindet sich 35 km westsüdwestlich der Provinzhauptstadt Nasca. Der Río Grande durchquert das Gebiet in südsüdwestlicher Richtung und mündet schließlich in den Pazifik. Das Schutzgebiet besitzt eine etwa 35 km lange Küstenlinie entlang der Pazifikküste und reicht knapp 30 km ins Landesinnere.

## Ökologie
Zur Vogelwelt des Schutzgebietes gehört der Guanokormoran (Phalacrocorax bougainvilliorum), der Guanotölpel (Sula variegata), der Chilepelikan (Pelecanus thagus), der Humboldt-Pinguin (Spheniscus humboldti), die Buntscharbe (Phalacrocorax gaimardi), der Garnot-Sturmvogel (Pelecanoides garnotii) sowie der Andenkondor (Vultur gryphus). Zu den im Meer lebenden Säugetieren in dem Gebiet zählt der Küstenotter (Lontra felina), der Südamerikanische Seebär (Arctocephalus australis), die Mähnenrobbe (Otaria flavescens), der Buckelwal (Megaptera novaeangliae), der Blauwal (Balaenoptera musculus) und der Finnwal (Balaenoptera physalus) sowie der Pottwal (Physeter macrocephalus), der Große Tümmler (Tursiops truncatus) und der Schwertwal (Orcinus orca). Zu den Landsäugetieren gehört der Andenschakal (Pseudalopex culpaeus), die Südliche Pampaskatze (Leopardus pajeros), der Puma (Puma concolor) und das Guanako (Lama guanicoe). Zur Vogelwelt in dem Gebiet gehört der Rubintyrann (Pyrocephalus rubinus), die Langschwanz-Spottdrossel (Mimus longicaudatus) und der Buntfalke (Falco sparverius). In den Ufergewässern kommt eine Population von Cryphiops caementarius aus der Familie der Felsen- und Partnergarnelen (Palaemonidae) vor. In dem Gebiet gedeiht Prosopis pallida aus der Pflanzengattung Prosopis und Pluchea chingoyo aus der Tribus Inuleae.

## Bilder von im Schutzgebiet vorkommenden Tieren

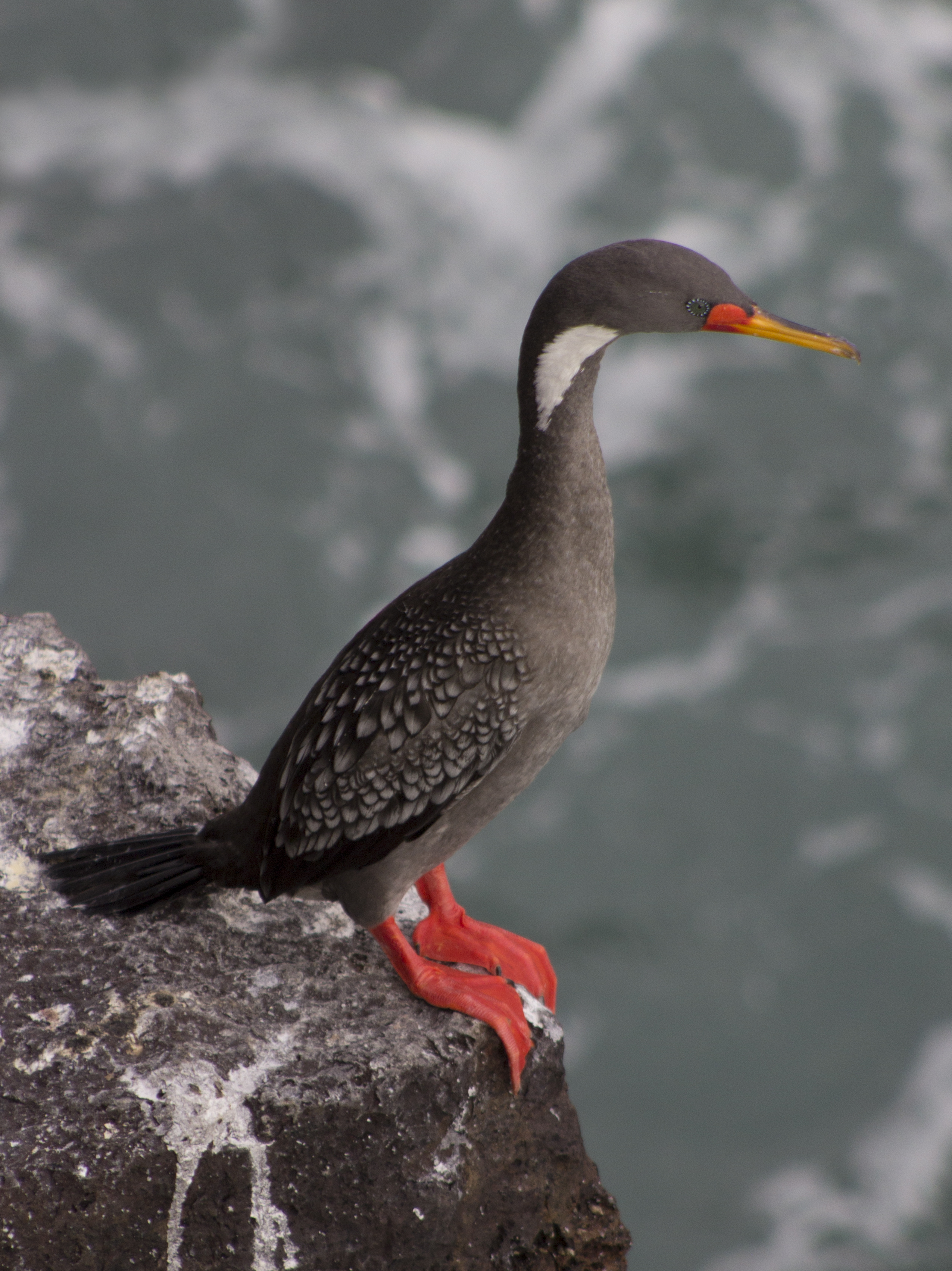
Buntscharbe
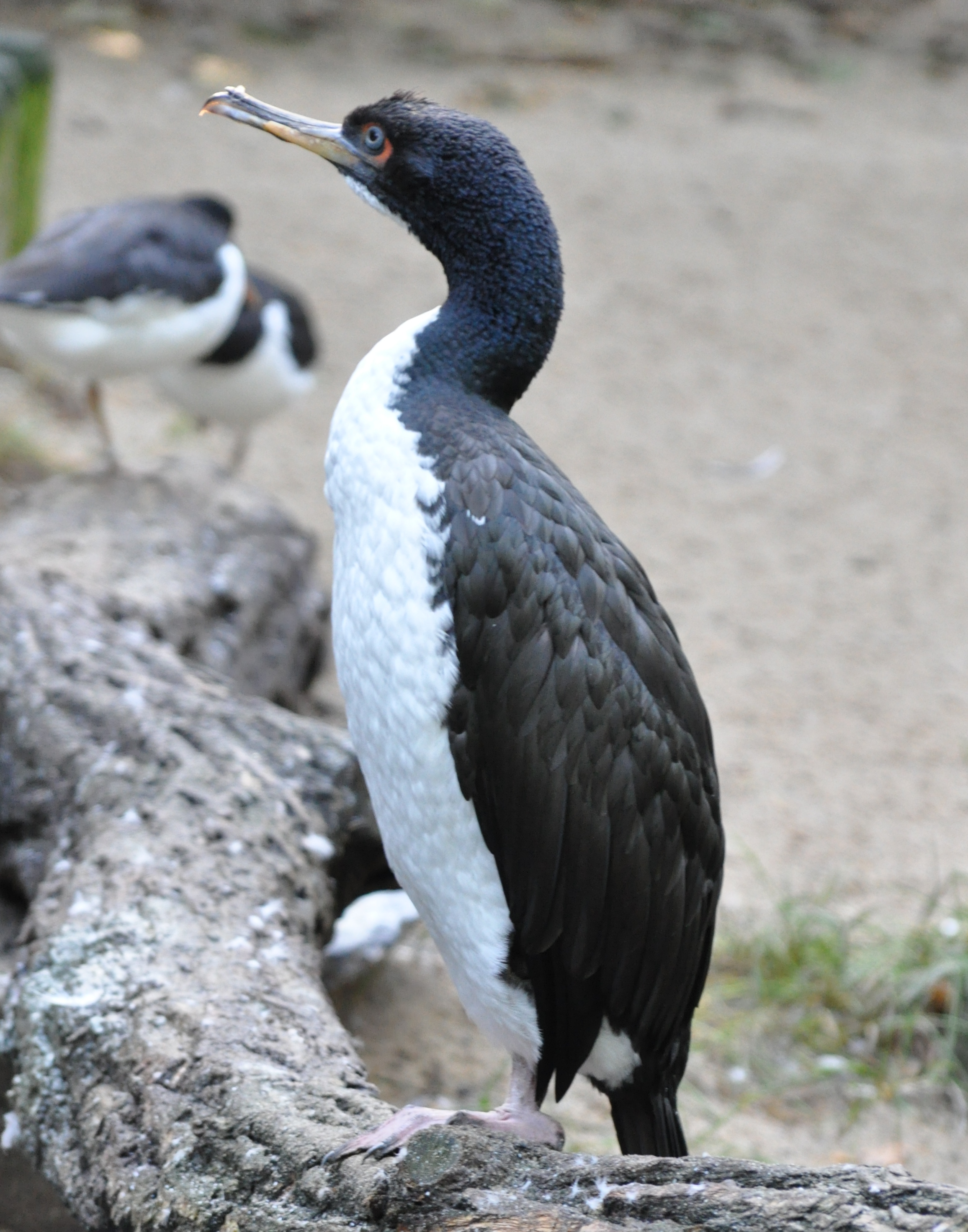
Guanokormoran
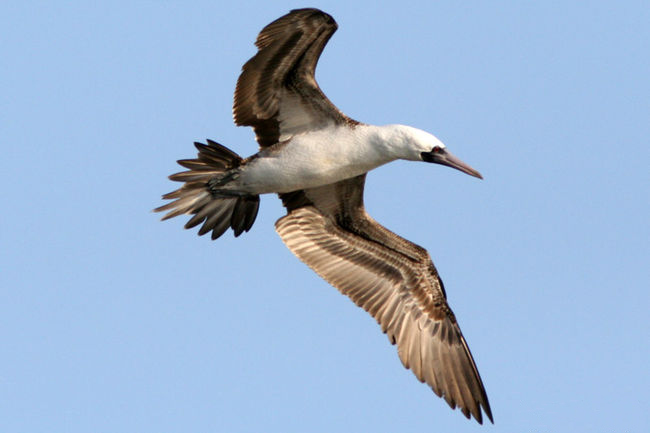
Guanotölpel
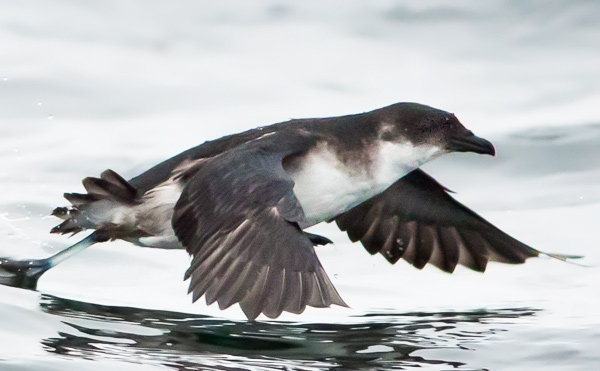
Garnot-Sturmvogel
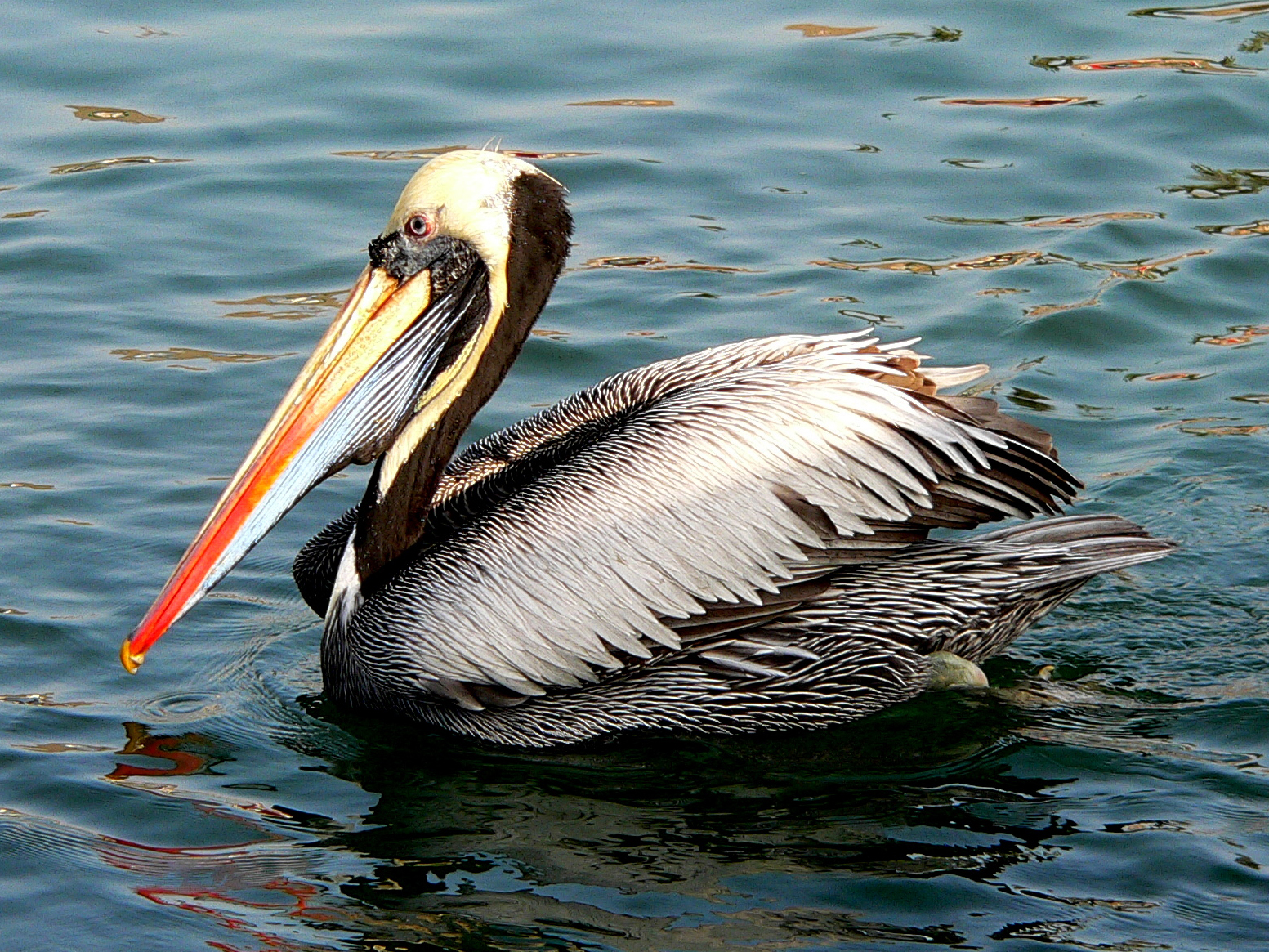
Chilepelikan
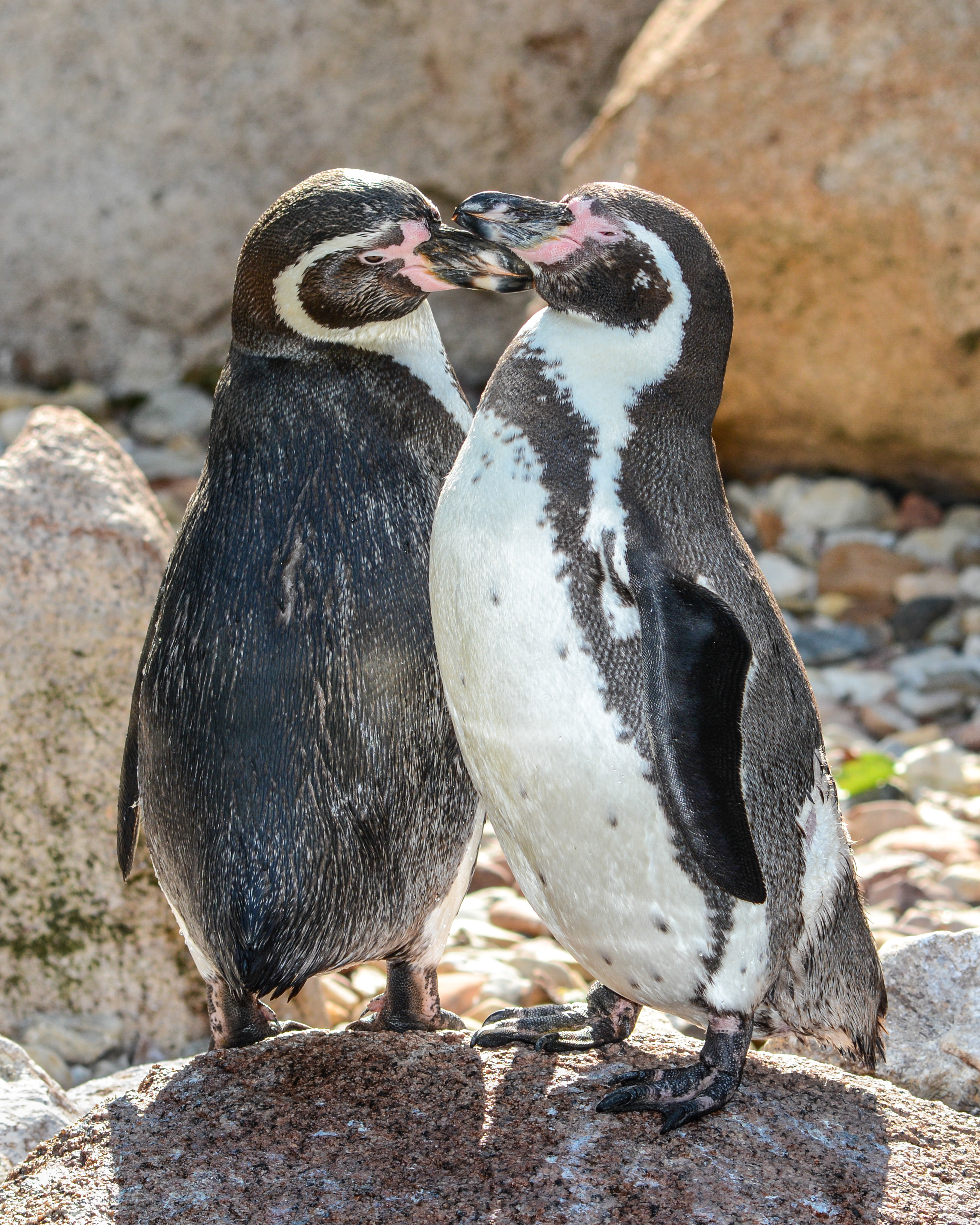
Humboldt-Pinguin